# Bauhaus
Bauhaus (произносится [ˈbaʊˌhaʊs]) — британский музыкальный коллектив, сформированный в 1978 году в Нортгемптоне и просуществовавший (с перерывами) до 2022 года. Первоначально группа называлась Bauhaus 1919 (в честь архитектурного направления, зародившегося в 1919 году в Германии), однако вскоре музыканты отказались от использования цифр в названии.
Большинство критиков признают Bauhaus одними из основателей и наиболее ярких представителей готик-рока.

## История группы
Группа была основана в 1978 году на базе нортгемптонского рок-трио The Craze, в состав которого входили братья Дэвид и Кевин Хаскинсы и Дэниел Эш. Этот коллектив дал несколько концертов в родном городе, но этим его деятельность и ограничилась. Тем не менее, гитарист Дэниел Эш надеялся возродить команду; поэтому он обратился к своему знакомому Питеру Мёрфи с предложением создать новую группу, в которой Питер был бы вокалистом. Мёрфи, в то время работавший на печатной фабрике, не умел петь и никогда прежде не выступал в составе музыкального ансамбля; Эш, однако, решил, что у него подходящая внешность, и он будет хорошо смотреться на сцене. После того, как музыканты уладили некоторые разногласия между собой, вновь сформированный коллектив приступил к репетициям и отыграл свой первый концерт в клубе Кромвелл в новогоднюю ночь 31 декабря 1978 года. Тогда группа носила название Bauhaus 1919, но в мае 1979 оно было сокращено.
Первый сингл группы — «Bela Lugosi’s Dead» — был выпущен в августе 1979 года. Сингл, получив положительные отзывы, в частности, от британского музыкального еженедельника Sounds и проведя несколько лет в UK Indie Chart, позволил группе сделать запись на BBC Radio 1 и в дальнейшем подписать контракт с независимым лейблом 4AD. На нём Bauhaus выпустили синглы «Dark Entries» (январь 1980 года) и «Terror Couple Kill Colonel» (июнь 1980 года), а затем, в октябре 1980 года, — дебютный альбом In the Flat Field. Ввиду мрачности звучания, альбом, после выхода, получил преимущественно негативные отзывы, однако, вопреки этому попал в британские независимые чарты и даже в общенациональный UK Albums Chart, добравшись до 72-го места.
В связи с нарастающим успехом, в начале 1981 года группа перешла на более крупный лейбл Beggars Banquet Records, чьим дочерним лейблом был 4AD. На нём выходят синглы «Kick in the Eye» (март 1981 года) и «The Passion of Lovers» (июль 1981 года). В октябре 1981 года Bauhaus выпустили свой второй полноформатный студийный альбом Mask. В плане звука, подачи материала и диапазона используемых музыкальных инструментов Mask стал более экспериментальным по сравнению с дебютным релизом, но вместе с тем более понятным широкому слушателю. Альбом достиг 30-го места в UK Albums Chart.
Третий альбом The Sky’s Gone Out был издан в октябре 1982 года. В этом же месяце Bauhaus выпустили не вошедшую в этот альбом кавер-версию песни Дэвида Боуи «Ziggy Stardust» в качестве сингла, который обеспечил группе попадание как в национальный хит-парад UK Singles Chart (с наивысшим результатом № 15), так и в музыкальную программу Top of the Pops, которая являлась своего рода телеверсией UK Single Chart. На этой волне популярности сам альбом The Sky’s Gone Out стал наиболее успешным в истории группы, добравшись до 4-го места в UK Albums Chart.
Работа над четвёртым (и последним на протяжении последующих 25 лет) студийным альбомом Burning from the Inside была омрачена тем, что накануне Питер Мёрфи заболел пневмонией, в связи с чем его участие в процессе записи было ограничено. В апреле 1983 года был выпущен сингл «She’s in Parties», а в июле того же года сам альбом.
Несмотря на успех «She’s in Parties» (26-е место в UK Single Chart и новое появление на Top of the Pops), группа распалась в 1983 по причине внутренних разногласий между участниками, успев по выздоровлении Мёрфи провести тур в поддержку нового альбома. Лейбл Beggars Banquet получил официальное заявление о распаде 4 августа, фэны услышали фатальное «R.I.P.» на последнем концерте месяцем ранее ещё до релиза Burning from the Inside.
Питер Мерфи начал сольную карьеру, в то время как другие члены продолжили играть вместе под именем Tones on Tail и, позднее, под Love and Rockets. В 1998 году группа воссоединилась на период совместного тура, а затем в 2005 году на более длительный срок. Члены группы не раз упомянули о своём намерении снова прекратить совместную работу после выпуска последнего альбома Go Away White (2008).
В 2019 году Питер Мёрфи, Дэниел Эш, Кевин Хаскинс и Дэвид Джей снова объединились для проведения ряда концертов в 2019—2020 годах.

## Стиль, истоки, влияние
По мнению известного музыкального критика Стивена Томаса Эрлевайна, Bauhaus сформировали каноны готик-рока, совместив композиционный минимализм постпанка с резкими гитарными аккордами и холодным, отдалённым звучанием клавишных; в то же время, как отмечает Эрлевайн, группа не боялась экспериментировать и охотно использовала в своём творчестве элементы глэм-рока, фанка, электронной музыки и даже хеви-метала.
В интервью барабанщик Bauhaus Кевин Хаскинс отмечал, что на его творчество повлияли первые пост-панк-группы Siouxsie and the Banshees и Joy Division. Также первые записи группы сравнивали с глэм-роком Дэвида Боуи.

## Дискография
Официальная дискография Bauhaus включает пять студийных и пять концертных альбомов, три сборника песен, четыре EP и одиннадцать синглов.
Официальная видеография состоит из трёх DVD-альбомов.

| - In the Flat Field (1980) - Mask (1981) - The Sky’s Gone Out (1982) - Burning from the Inside (1983) - Go Away White (2008) - Press the Eject and Give Me the Tape (1982) - Rest in Peace: The Final Concert (1992) - Live in the Studio 1979 (1997) - Gotham (1999) - This Is for When (2009) - 1979—1983 (1985) - Swing the Heartache: The BBC Sessions (1989) - Crackle (1998) - Shadow of Light DVD (1984) - Archive DVD (1984) - Gotham DVD (1999) | - Kick in the Eye (1982) - 4AD (мини-сборник) (1983) - The Singles 1981–1983 (мини-сборник) (1983) - Bauhaus E.P. (1983) - «Bela Lugosi’s Dead» (1979) - «Dark Entries» (1980) - «Terror Couple Kill Colonel» (1980) - «Telegram Sam» (кавер-версия песни T. Rex) (1980) - «Kick in the Eye» (1981) - «The Passion of Lovers» (1981) - «Satori in Paris» (1982) - «A God in an Alcove» (1982) - «Spirit» (1982) - «Ziggy Stardust» (кавер-версия песни Дэвида Боуи) (1982) - «Lagartija Nick» (1983) - «She’s in Parties» (1983) - «The Sanity Assassin» (1983) |